# Zamarada cucharita
Zamarada cucharita là một loài bướm đêm trong họ Geometridae.